# Mercure de France

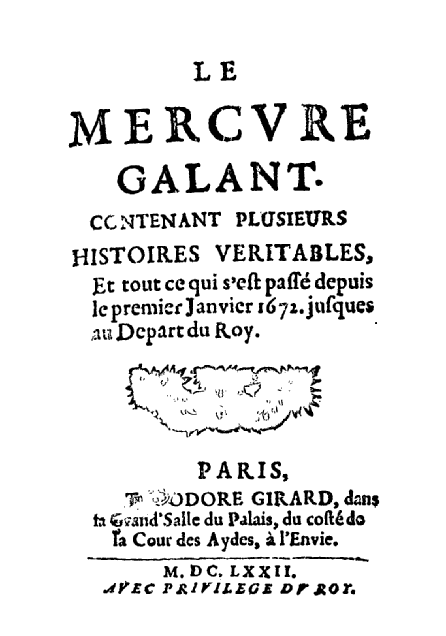
1672, Mercure Galant.

Mercure de France, ursprungligen Mercure Galant, var en litterär fransk tidskrift, som grundades i Paris 1672 och utgavs fram till 1799. 
Mercure de France hade stort inflytande på det franska kulturlivet under särskilt 1700-talet. 
En tidskrift med samma namn utkom 1814-1825, 1890-1940, 1947-1965.